# Fitos Pál
Fitos Pál (Abony, 1789. június 5. – Nagykőrös, 1854. január 25.) református lelkész, tanár.

## Élete
Abonyi papból lett 1837-ben professzor a nagykőrösi főiskolán, ahol haláláig tanított a latin nyelvi tanszéken.

## Munkái
- Az erkölcsiség és ennek próbakövei. Pest, 1837. (A h. h. nagy-kőrösi iskola örömünnepe, midőn 1837. ápr. 16. nt. Fitos Pál ur mint philologiai professzor tanítói hivatalába belépett c. munkájában, mely F. értekezésén és egy pár alkalmi éneken kívül Bakos Ambrus iskolai beszédét is tartalmazza.)
- Gyászbeszéd. Kecskemét, 1842. (Halotti beszédek, melyek néhai főtiszt. id. Báthory Gábor urnak, a helv. hitv. dunamelléki egyházkerület superintendensének utolsó tisztességtételekor N.-Kőrösön 1842. évi télutó 15. tartattak c. munkában Polgár Mihály és Tatai András beszédeivel együtt.)